# Jenny Heinemann
Jenny Heinemann (Érfurt, 13 de agosto de 1988) es una jugadora de voleibol y voleibol de playa alemana.

## Carrera
Heinemann ha estado jugando voleibol de interior desde 1995 y estuvo activo con el club de segunda división SG Rotation Prenzlauer Berg hasta 2010.
Ha estado jugando voleibol de playa con diferentes compañeras desde 2002 y participó en los campeonatos alemanes en Timmendorfer Strand de 2008 a 2015 sin interrupción. En 2011 jugó junto a Marika Steinhauff, en 2013 jugó junto a Pia Riedel, y en 2014 junto a Anika Krebs. En 2015, Kim Behrens de Münster fue su pareja, y en 2017 Natascha Niemczyk fue su pareja.